# Somalia Britanică
Somalilandul Britanic (Somalia Britanică) a fost un protectorat al Imperiului Britanic din partea de nord a Cornului Africii. Protectoratul încorpora cea mai mare parte a regiunilor Maakhir, Puntland și Somaliland.  Pe durata existenței sale, Somalilandul Britanic a avut frontiere cu Somalia Franceză, Etiopia și Somalia Italiană. Între 1940-1941, Somalia Britanică a fost ocupată de Italia Fascistă, devenind parte a Africii Răsăritene Italiene.
Somalia Britanică a ocupat o regiune care a devenit mai târziu parte a Republicii Somalia și a ceea ce este în zilele noastre autoproclamata republică Somaliland.

## Plecarea egiptenilor și venirea britanicilor
Dinastia domnitoare din Egipt, (dinastia Muhammad Ali) a dominat regiunea din deceniul al șaselea al secolului al XIX-lea până în 1884. În același an, britanicii impuneau regiunii statutul de protectorat. Britanicii controlau militar protectoratul din Aden și o administrau prin autoritățile din India Britanică. Administrația prin intermediul autorităților din India a încetat în 1898. Somalia Britanică a fost administrată direct de Ministerul Afacerilor Externe până în 1905, iar după această dată de Ministerul Coloniilor.
Britanicii nu aveau interese strategice speciale în Somaliland, pe care îl numeau „măcelăria Adenului”, pentru rolul pe care îl avea protectoratul în aprovizionarea cu carne a avanpostului Indiei Britanice, Aden.

## "Mullahul Nebun"
Începând cu anul 1899, britanicii au fost nevoiți să depună eforturi militare considerabile pentru a face față rebeliunii conduse de Sayyidul Mohammed Abdullah Hassan. Britanicii l-au numit pe Hassan "Mullahul Nebun".  Până la izbucnirea primului război mondial au fost organizate patru expediții împotriva forțelor lui Hassan.
Vedeți și: Sultanatul lui Mohamoud Ali Shire
În 1914, britanicii au creat „corpul somalez călare pe cămile” destinat păstrării ordinii în protectorat.
Rezistența lui Mohammed Abdullah Hassan a fost înfrântă în cele din urmă după sfârșitul primului război mondial. În 1920, britanicii au lansat ultima ofensivă împotriva lui Hassan. Ei au folosit ultimele tehnologii militare împotriva rebelilor (aviația, trensmisiunile radio,etc). 

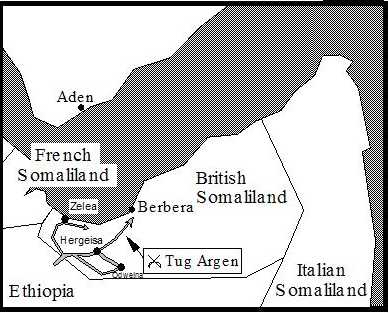
Invazia italiană a Somaliei Britanice din august 1940

## Ocupația italiană
În august 1940, în cadrul luptelor din Africa de est din timpul celui de-al doilea război mondial, protectoratul britanic a fost ocupat pentru o scurtă perioadă de timp de italieni. Cucerirea Somaliei Britanice a fost singura victorie a Italiei Fasciste împotriva Aliaților obținută fără ajutorul trupelor Germaniei Naziste. În martie 1941, trupele britanice au recucerit Somalia Britanică în timpul „Operațiunii Appearance”. Rezistența unor unități izolate italiene a mai continuat până în vara anuluil 1942.

## Independența
Protectoratului i-a fost recunoscută independent pe 26 iunie 1960 sub numele de Statul Somaliland. Câteva zile mai târziu, un referendum organizat în noul stat independent a dat câștig de cauză sprijinitorilor unirii cu Somalia sub mandat ONU (fosta Somalie Italiană). Pe 1 iulie 1960, Statul Somaliland din nord s-au unit cu teritoriul sudic aflat sub mandat ONU pentru a forma Republica Somalia.

## Republica Somaliland
Vedeți și: Războiul civil somalez
În 1991, după căderea guvernului central somalez, regiunea fostului protectorat britanic, Somalilandul Britanic, și-a proclamat independența. În mai 1991, a fost proclamată "Republica Somaliland. Acest stat nerecunoscut pe plan internațional se consideră succesorul de drept al statului efemer Somaliland, independent pentru o scurtă perioadă de timp în 1960.